# Thierry Jordan

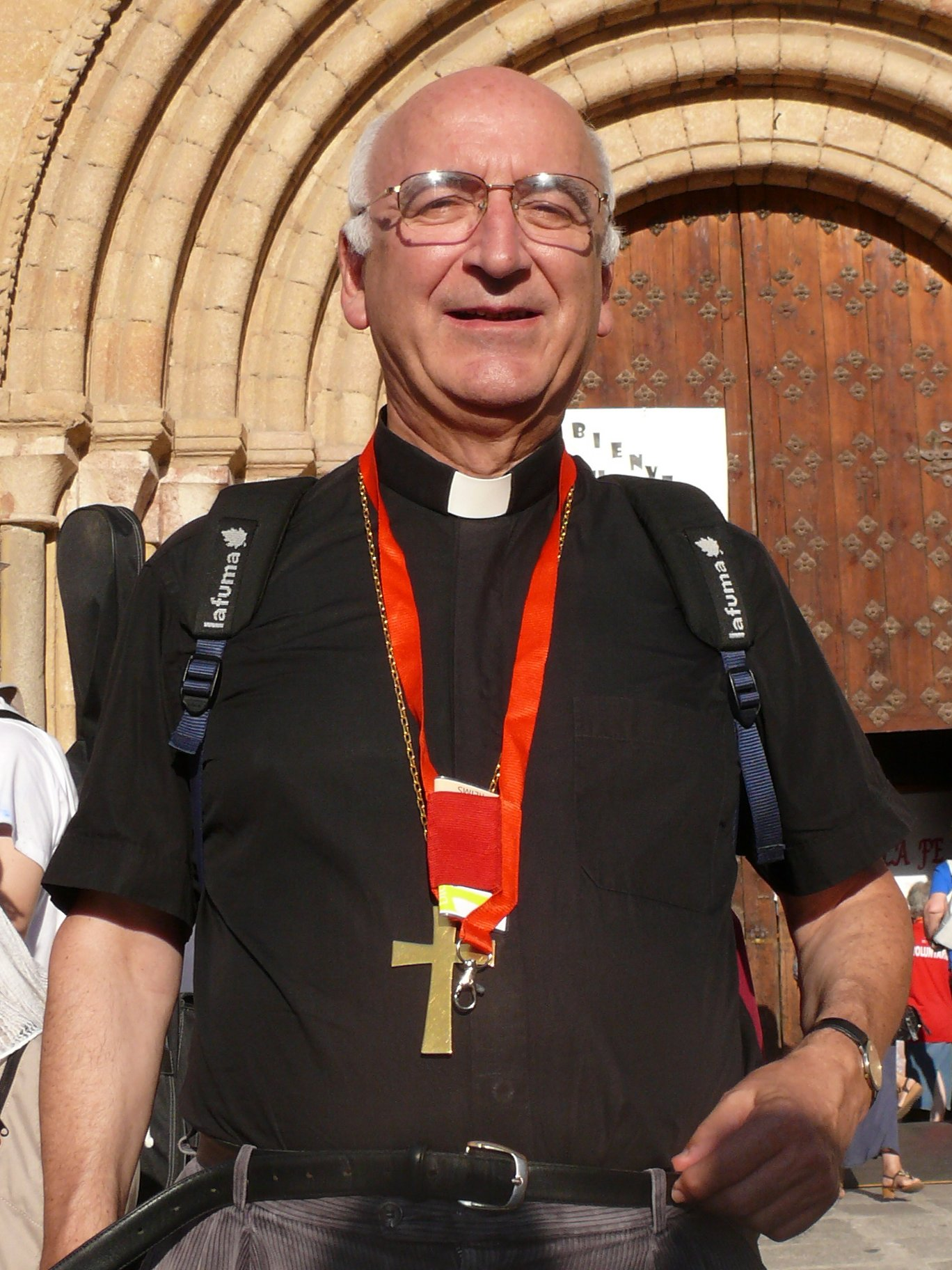
Erzbischof Jordan beim Weltjugendtag 2011

Thierry Romain Camille Jordan (* 31. August 1943 in Shanghai) ist ein französischer Geistlicher und emeritierter römisch-katholischer Erzbischof von Reims. 

## Leben
Thierry Jordan wurde als Sohn des Finanzmanns Pierre Jordan und seiner Frau Henriette, geb. Roquebert, geboren. Nach dem Besuch des Gymnasiums in Versailles trat er in das Priesterseminar von Versailles ein und wechselte später in das Institut catholique de Paris. Am 17. Dezember 1966 wurde er zum Priester geweiht, worauf er an der Päpstlichen Universität Gregoriana in Rom den Doktortitel erwarb. Nach Vikariatsdiensten in Rom an der Kirche San Luigi dei Francesi und in Versailles wurde er 1972 in das Staatssekretariat des Heiligen Stuhls als Sekretär von Kardinal Jean-Marie Villot berufen. Papst Paul VI. verlieh ihm am 15. Juni 1977 den Ehrentitel Kaplan Seiner Heiligkeit (Monsignore). Zurück in Frankreich betreute er zwischen 1980 und 1984 die Pfarrgemeinde Sainte-Marguerite du Vésinet und war anschließend als Bischofsvikar für die Region Saint-Quentin-en-Yvelines zuständig. 
1986 wurde er zum Generalvikar der Diözese Versailles ernannt und im darauf folgenden Jahr bereits zum Koadjutorbischof für André Rousset, den Bischof von Pontoise. Er wurde am 13. Dezember 1987 in der Kathedrale St. Maclou von Pontoise zum Bischof geweiht. Am 20. März 1999 wurde er zum Nachfolger von Erzbischof Gérard Defois als Erzbischof von Reims bestimmt, der 1998 zum Erzbischof von Lille ernannt worden war.
In der Französischen Bischofskonferenz nahm er verschiedene Aufgaben wahr, u. a. war er von 1987 bis 1991 Mitglied im Ausschuss für die Verbindungen mit dem Islam und von 1990 bis 2004 Vorsitzender des Rechtsausschusses.
Papst Franziskus nahm am 18. August 2018, wenige Tage vor Erreichen der Altersgrenze für Bischöfe, seinen Rücktritt an.